# جوامع طرابلس
تضم مدينة طرابلس اللبنانية العديد من المساجد العريقة، معظمها ذات طراز مملوكي، وتأتي ثانية بعد القاهرة بعدد آثارها المملوكية.

## الجامع المنصوري الكبيرالمسجد المنصوري الكبير

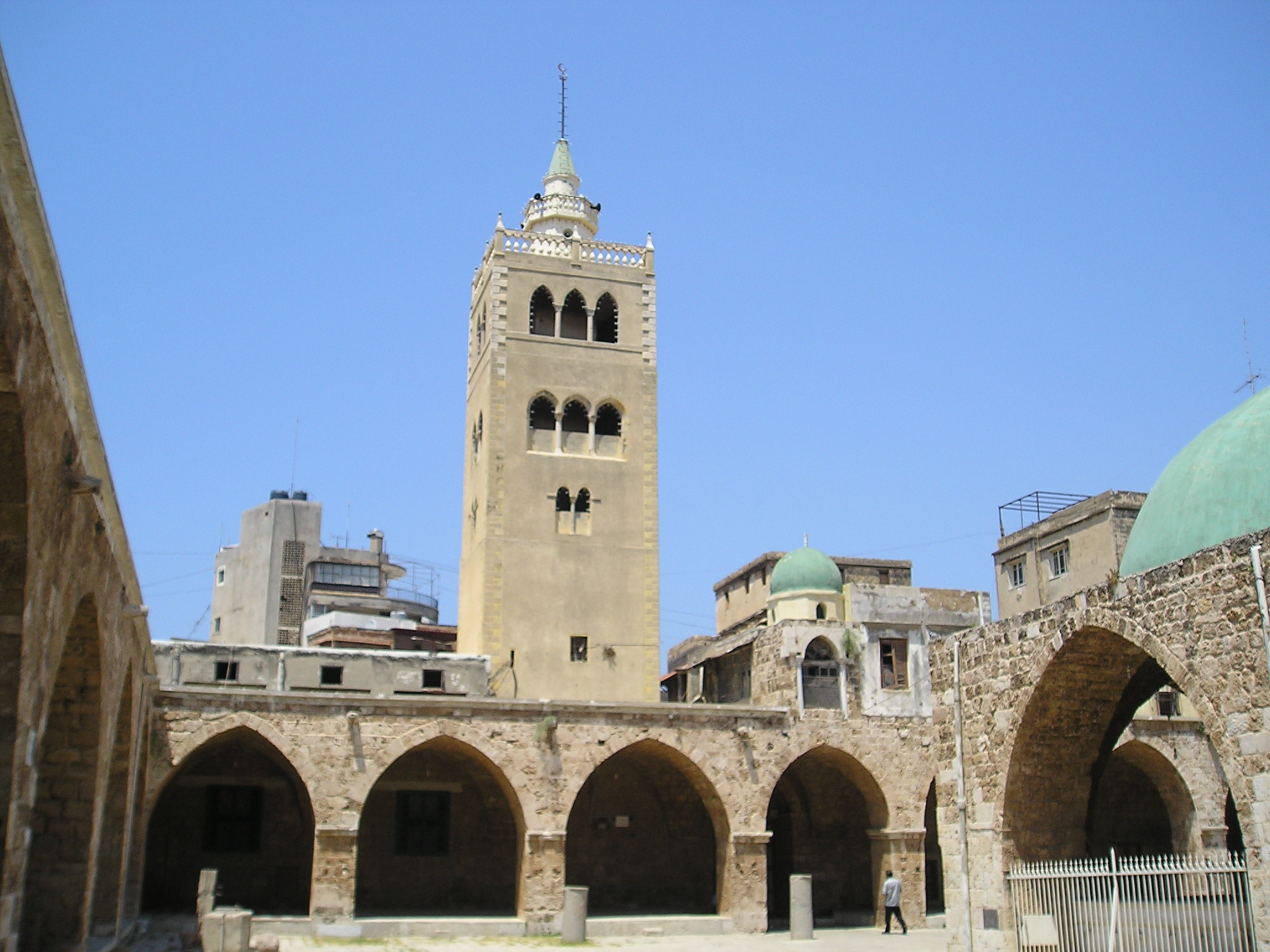
الجامع المنصوري الكبير

يعد من أعظم المساجد الجامعة في طرابلس. يقع عند سفح القلعة الغربي على الضفة اليسرى من نهر أبي علي، في المحلة المعروفة باسم سويقة النوري، وهو أوّل معلم معماري يقام في طرابلس المملوكيّة. عرف باسم الجامع المنصوري الكبير تيمنا ً باسم فاتح طرابلس «المنصور قلاوون» وهو الكبير لأنه كان ولا يزال أكبر جوامع المدينة. يعود الفضل في إنشائه إلى ولدي السلطان المنصور، الأوّل «الأشرف خليل» الذي أمر بإنشائه عام 693 هـ. /1294 م. وفي عهده أنجز بيت الصلاة (الحرم)، الباب الرئيسي ومئذنة الجامع بإشراف المهندس «سالم ناصر الدين الصهيوني العجمي». والثاني «الناصر محمد بن قلاوون» الذي أمر ببناء الأروقة حول فناء الجامع عام 715 هـ. وقد أشرف على تنفيذها «أحمد بن حسن البعلبكي». أمّا المنبر الخشبي المزدان بزخرفة هندسية، فقد أمر ببنائه نائب السلطنة في طرابلس الأمير «شهاب الدين قرطاي بن عبد الله الناصري» على يد «بكتوان بن عبد الله الشهابي».
يشغل الجامع الكبير مساحة واسعة في وسط المدينة القديمة، يتميز ببساطة البناء وعدم وجود زخارف، مظهره العام لا يدلّ على عناية فائقة ببنائه، فجدرانه كلها مغطاة بطبقة من الجير. وعلى واجهة الأروقة الشمالية المطلّة على الصحن، هناك ساعة شمسية لتحديد موعد الأذان.
للجامع 4 أبواب: الباب الرئيسي يقع في أسفل المئذنة من جهة الشمال وهو عبارة عن بوابة ضخمة تطل على سوق الصياغين في محلة سويقة النوري، يعلوها نقشان تاريخيان بالخط النسخي المملوكي يذكر أحدهما اسم المؤسس، والآخر اسم من تولى عمارة الجامع. الباب الثاني يقع من جهة الغرب، ويؤدي خارج الجامع إلى مقبرة صغيرة، وعلى بعد عشرة أمتار يقوم برج دفاعي مملوكي لحماية الجامع وحراسته. الباب الثالث يقع من الجهة الشرقية، يفضي إلى الحرم ويؤدي إلى زقاق القرطاوية، تعلوه من الخارج لوحة نقش عليها مرسوم مكتوب بالخط النسخي المملوكي. أصدره السلطان الملك «المؤيد شيخ المحمودي» سنة 817 هـ./ 1414 م.يبطل فيه المظالم المحدثة على أهل طرابلس. الباب الرابع، يقع أيضا ً في الجهة الشرقية، ويؤدي إلى صحن الجامع، نقشت فوقه من الخارج لوحة عليها مرسوم صادر سنة 908 هـ./1503 م.
يتوسط صحن الجامع بركة كبيرة للوضوء مصنوعة من الرخام الأبيض، تتوسطها نافورة من ثلاث طبقات تعلوها قبة ترتكز على أربع دعامات. جنوبي البركة، مصلى صيفي خال من الجدران، وفي جهته القبلية يقوم محراب صغير من الرخام تعلوه لوحة رخامية نقش عليها بالخط النسخي المملوكي اسم من أمر بترخيم ذلك المحراب وتاريخ الإنجاز.
يقع بيت الصلاة أو حرم الجامع، في الجهة الجنوبية بانحراف قليل نحو الشرق، ويضم المحراب والمنبر. يعلو باب المنبر نقش يبين تاريخ الإنشاء واسم الآمر بإنشائه والمنفق على بنائه. ويشاهد الداخل إلى صحن الجامع على يمين البوابة الشمالية، عمودين من الحجارة الغرانيتية ليست لهما أية دلالة جمالية أو تزيينية، نصبا كما يبدو، فقط للدلالة على انتصار المماليك. وبمحاذاة الرواق الغربي، إلى يمين هذين العمودين، هناك بئر معطلة، يبدو أنّها كانت تستعمل قبل تمديد المياه بالقساطل.
لقد تم ترميم الجامع من قبل ال الحريري سنة 2009.

## جامع العطارمسجد العطار
يقع جامع العطار في قلب المدينة القديمة على الضفة اليسرى من نهر أبي علي بالقرب من خان الخياطين وخان المصريين عند نهاية السوق الجديد. وهو من أكبر جوامع طرابلس وثالثها من حيث الأهمية. أسسه «بدر الدين بن العطار» أحد عطاري طرابلس الأثرياء عام 751 هـ. على نفقته الخاصة فنسب إليه.
- للجامع ثلاثة عناصر هندسية جمالية، تضفي على جامع العطار صفة خاصة تميزه عن غيره من الجوامع. وهي تتمثل في «المدخل الرئيسي» من الناحية الشرقية ويشبه بوابة المدرسة القرطاوية بهندسته وزخرفته، «المدخل الغربي» يعلو عتبته نقش تاريخي يحمل توقيع من قام بإنجازه وهو «أبو بكر بن البصيص»، و «بالمئذنة» وذلك من حيث الحجم والشكل والزخرفة.
- تجدر الإشارة إلى أنّ مؤسس هذا الجامع جعل له 4 صفوف دراسية، وجعل لكل منها مدرسا ً يتناول موضوعاً خاصا ً من وقف الجامع.

## جامع البرطاسي
يقع على الضفة اليسرى من نهر أبي علي، في المنطقة التي تتوسط محلتي السويقة وباب الحديد، شمال شرقي القلعة، وقد كتب له البقاء بعد فيضان النهر عام 1955. يعرف بجامع ومدرسة البرطاسي أو البرطاسية، وقد سمي نسبة إلى مؤسسة «عيسى بن عمر البرطاسي». لم يذكر تاريخ الإنشاء في النقش التاريخي الذي علا بوابة الجامع الرئيسية. ويرجع بعض المؤرخين تاريخ إنشائه إلى ما قبل عام 1324 م.
بني ليكون مدرسة للطلبة على المذهب الشافعي إلى جانب إقامة صلاة الجمعة، ولذلك جمع بين المدرسة والجامع. يُعدّ من أجمل مساجد المماليك في طرابلس، فهو يتميز من الخارج بواجهته المبنية بالحجارة الداكنة اللون، وببوابته التي يعتبرها البعض أهمّ أثر تاريخي، وبمئذنته القائمة فوق عقد الباب والتي تُعدّ تحدّيّا ً للبناء في العصر المملوكي، وهي تشبه مآذن الأندلس.
أما من الداخل فهو يتميز بحوض الوضوء، الذي يقوم في وسط الحرم ويعد أجمل أحواض مساجد طرابلس المملوكية بزخرفته وشكله الهندسي. وبمحرابه الذي يعتبر أيضا ً من أجمل محاريب المساجد المملوكية نظرا ً للزخارف ولوحات الفسيفساء التي تزينه. وبمنبره الخشبي المزخرف بتقاطيع هندسية جميلة، وبالجدار القبلي الذي تزينه خطوط هندسية متناسقة من الرخام الملوّن. وللجامع 3 قبب أهمها: القبة الوسطى التي تقوم فوق حوض الوضوء وهناك قبة صغيرة فوق المحراب، والقبة الثالثة تقوم شرقي المئذنة وهي أصغر قباب الجامع.

## جامع الأويسي
يقع جامع الأويسي أو الأويسية على الضفة اليسرى لنهر أبي علي، على منحدر ما بين القلعة والأسواق القديمة. حمل اسم مشيّده «محي الدين الأويسي» الذي بناه عام 865 هـ. ثمّ جُدّد في عهد السلطان سليمان القانوني سنة 941 هـ.على يد نائب طرابلس الأمير «حيدرة». ويدلّ على ذلك نقش تاريخي مثبت في أعلى مئذنته. يتميز هذا الجامع بقبته الوسطى الكبرى التي تمهّد لظهور القباب التركيّة.
ولا بدّ من الإشارة، إلى أنّ جزءا ً من الجامع، كان في الأصل كنيسة صغيرة للروم الأرثوذكس حوّلها المسلمون إلى جزء من الجامع بناءً على اتفاق حبّيّ بينهم وبين الأرثوذكس تنازل بموجبه المسلمون عن مصبنة كانت لأحدهم في حارة الكنائس حيث تحوّلت إلى كنيسة. وفي الجانب الخلفي من الجامع، هناك ضريح لمحمود بك السنجق، صاحب المسجد المعروف باسمه في التبّانة.

## جامع التوبةمسجد التوبة
يقع على الضفة اليسرى لنهر أبي علي حيث الجسر الجديد في محلّة الدباغة بالقرب من خان العسكر. عرّضه موقعه لأضرار بالغة أثناء فيضانات نهر أبي علي التي حدثت في طرابلس مرات عديدة، جُدّد إبّان العهد العثماني على يد الأمير ”حسين بن يوسف سيفا“ .

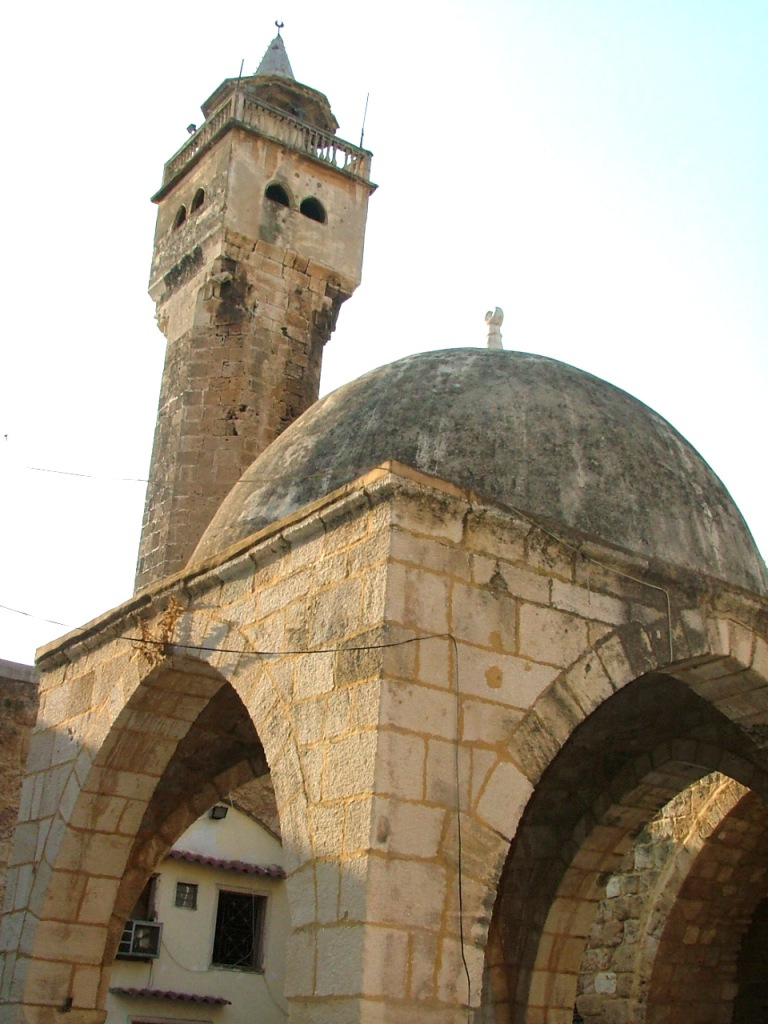
مئذنة مسجد التوبة

يعود تاريخ بنائه إلى القرن الرابع عشر الميلادي، ومن المرجّح أنّه بني بأمر من سلطان المماليك الناصر محمد بن قلاوون، وبذلك يكون الجامع الثاني الذي أمر ببنائه السلطان الناصر بعد الجامع الكبير سمي بالتوبة نسبة لرواية يتداولها الناس تفيد أنّ الذي أوكل إليه أمر بناء الجامع الكبير اختلس من أموال الجامع فجاء خاليا ً من الزخرفة، وعندما اكتشف أمره تعهّد للسلطان ببناء جامع آخر، فبنى هذا الجامع المعروف ”بالتوبة“ فجاء شبيها ً بالجامع الكبير. ليس فيه من علامات فارقة سوى في مئذنته السداسية الشكل والمبنية بالحجارة الرمليّة، وقبابه الثلاث المطليّة باللون الأخضر.
أمّا داخل الجامع، وعلى الجدار المواجه للباب الشرقيّ الرئيسي، فهناك لوحة نُقش عليها مرسوم بإبطال بعض المظالم عن أهالي طرابلس وهو نفس المرسوم المنقوش فوق الباب المؤدّي إلى حرم الجامع المنصوري الكبير والذي أصدره السلطان الملك المؤيد الشيخ المحمودي عام 718 هـ. وفي أعلى واجهة الرواق الغربي توجد ساعة شمسيّة شبيهة بالساعة الشمسيّة الموجودة على واجهة الرواق الشمالي في الجامع الكبير. وعلى يسار الداخل من الباب الشمالي، توجد لوحة برونزيّة نقش عليها بالخط النسخي العثماني، تؤرّخ لفيضان النهر الذي أصاب الجامع سنة 1021 هـ . أيّام ولاية الأمير حسين بن يوسف سيفا.

## جامع طينال
يقع على الضفة اليسرى لنهر أبي علي، في ظاهر طرابلس، جنوبي مقابر محلة باب الرمل. شيده نائب السلطنة الأمير «سيف الدين طينال الحاجب» سنة 736 هـ. يأتي ثانيا ً بعد الجامع الكبير. يتمتع بطراز هندسي إسلامي مميز يلفت الانتباه بقبابه الأربع المختلفة الأشكال والأحجام، وبمئذنته المربعة. يفضي بابه الشرقي إلى صحن الجامع المستطيل، حيث بركة الوضوء في أقصى الشمال. وفي الجهة الغربية تقع بوابة بيت الصلاة الأول الذي يعتقد أنه كان جزءا ً من بناء مسيحي قديم تومئ إليه الأعمدة الغرانيتية المتوجة بزخرفة قوطية الطراز، تعلوه قبتان شمالية وجنوبية تنفتح فيهما نوافذ .
أما بيت الصلاة الثاني الذي يتكون منه الحرم الجنوبي وفيه المحراب والمنبر، فهو إسلامي محض في شكله وتصميمه وزخرفته، وترتفع فوق بلاطه الأوسط قبة الجامع الثالثة القائمة على أربع دعامات. أما القبة الرابعة فتقوم فوق المحراب والمنبر وهي أصغر قباب الجامع ولكن أكثرها زخرفة، ويقتضي التنويه بمنبر الحرم الجنوبي، فهو خشبي ويعد تحفة فنية مملوكية بزخرفته الرائعة، وتعلوه كتابة تاريخية ترشد إلى تاريخ إنجازه أما واجهته التي تعلو بابه فقد نقش عليها سطر يرشد إلى اسم المعلم الذي قام بصنعه ويسمى «محمد الصفدي». وتمتاز أرض الحرم الجنوبي عن غيرها، بزخرفة من الفسيفساء الملون الجميل وهذا أسلوب إسلامي خالص. تتميز مئذنة جامع طينال عن مآذن طرابلس بطرازها العمراني وبسلمين حجريين في داخلها. يؤدي أحدهما إلى داخل الجامع ويفضي الآخر إلى الخارج، وهما غير متقابلين بحيث إذا صعد اثنان في وقت واحد على السلمين لا يلتقيان حتى يصلا إلى شرفة المئذنة. أما العنصر المعماري الأخير في جامع طينال الذي يستحق التنويه به فهو البوابة الواقعة بين بيتي الصلاة وتبلغ في علوها علو بناء الجامع وتعتبر من أجمل بوابات جوامع طرابلس.
حتى فترة بدايات القرن الماضي، كان موقع مسجد طينال يُعتبر بعيداً عن المركز المأهول لمدينة طرابلس. لهذا السبب أدخل المهندس المملوكي خصائص دفاعية وعسكرية عديدة أثناء بنائه، حتى يكاد مسجد طينال يشبه إلى حدٍ بعيد تصميم القلاع والحصون. فالبوابات المتتالية لحرمي المسجد تؤمّن مقداراً عالياً من الدّفاع ضدّ أية محاولة لاحتلال المسجد، كما تحتوي جدران المسجد على ممرات سرّية مما يُعطي للعاملين وحرّاس المسجد فرصة للاختباء بداخلها، وبالتالي يتحوّل هؤلاء من موقع الدفاع إلى موقع الهجوم المباغت على أيّ دخيل. أمّا المئذنة فهي العنصر الأكثر غرابة حيث يشبه تصميمها الخارجي أبراج القلاع الدفاعية.